# Eptingen
Eptingen är en ort och kommun i distriktet Waldenburg i kantonen Basel-Landschaft, Schweiz. Kommunen har 564 invånare (2023).